# Stefanóvouno
Stefanóvouno (grec moderne : Στεφανόβουνο), jusqu'en 1927 connu sous le nom d'Aradosívia Zeïnél (grec moderne : Αραδοσίβια Ζεϊνέλ), est un village du dème d'Elassóna, district régional de Lárissa, en Thessalie, Grèce.
Selon le recensement de 2011, la population du village s'élève à 487 habitants.